# Kings League
Die Kings League (aus Sponsoringgründen seit Dezember 2022 offiziell Kings League Infojobs) ist eine 7-gegen-7-Fußballliga, die 2022 von Gerard Piqué in Zusammenarbeit mit anderen Fußballpersönlichkeiten und Internet-Streamern gegründet wurde. Die Liga verfügt über Regeln, die sich von den traditionellen Fußballregeln unterscheiden, um den Spielen ein Element der Dynamik und Unterhaltung hinzuzufügen, wie ein Tie-Break-Elfmeterschießen, unbegrenzte Auswechslungen und die Implementierung spezieller „Geheimwaffen“.Sie wird in Spanien, Lateinamerika, Italien, Frankreich, Brasilien, Deutschland und in MENA (Middle East and North Africa) gespielt.

## Format
Die Kings League folgt einem Format im Stil von Apertura und Clausura, bei dem jede Saison in zwei Splits unterteilt ist: den Winter Split und den Sommer Split. Beide Splits haben ihre eigene Ligaphase und Playoffs. Während der Ligaphase spielen die zwölf Teams elf Spieltage und treten einmal gegen jede andere Mannschaft an. Die besten acht Teams, basierend auf ihrer Rangliste am Ende der Ligaphase, rücken in die Playoffs vor. An jedem Spieltag werden sechs 40-Minuten-Spiele ausgetragen, die in zwei 20-Minuten-Hälften unterteilt sind und nacheinander in demselben Stadion ausgetragen werden. Die Spiele finden im Vergleich zum klassischen Fußballfeld auf einem kleineren Spielfeld statt.
Vor jedem Spiel wählt jeder Trainer zufällig einen Umschlag aus, der eine „Geheimwaffe“ enthält, die einen Spielvorteil bietet und einmal pro Spiel verwendet werden kann. Die 6 „Geheimwaffen“-Karten beinhalten folgende Vorteile:
- Doppeltor: Für 4 Minuten zählen eigene erzielte Tore als zwei.
- Shootout: Ein Elfmeter aus dem Mittelfeld – 1-gegen-1 – Stürmer gegen den Torhüter.
- Sanktion: Entfernung eines gegnerischen Spielers für 4 Minuten.
- Elfmeter: Sofortiger Standard-Strafstoß
- Joker: Beim Ziehen dieser Karte darf der Spieler entweder eine zuvor genannte Spezialkarte frei wählen oder die Karte des Gegners stehlen.

Jede Mannschaft hat außerdem die Möglichkeit, den Videoschiedsrichter zu berufen. Liegen sie richtig, behalten sie ihr Recht ihn zu berufen. Bei falschem Einsatz verlieren sie es.
Beim Startschuss müssen beide Teams, bestehend zunächst aus einem Feldspieler und einem Torwart, bis zum Ende eines Countdowns auf ihrer eigenen Torauslinie verharren, um dann den Ball im Mittelfeld zu erobern; anschließend kommt pro Minute jeweils ein weiterer Feldspieler hinzu, sodass ab Minute fünf beide Teams aus sechs Feldspielern und einem Torwart bestehen.
Eine Gelbe Karte wird mit einer Zwei-Minuten-Zeitstrafe sanktioniert, bei einer roten Karte ist es eine Fünf-Minuten-Strafe und der betroffene Spieler darf danach nicht mehr eingewechselt werden.
In der 18. Minute der ersten Halbzeit wird ein großer Würfel geworfen, der die Anzahl der Spieler auf dem Feld (1vs1, 2vs2, 3vs3) für die letzten zwei Minuten der Halbzeit ändert.
Es gibt keine Unentschieden – steht es am Ende des Spiels unentschieden, entscheidet ein Elfmeterschießen, das mit Shootouts gespielt wird, über den Sieger. 

## Team Organisation
Für die Eröffnungssaison hatten die Spieler die Möglichkeit, sich zu bewerben, und wurden im Rahmen eines Draft-Verfahrens ausgewählt. Potenzielle Spieler wurden körperlichen und spielerischen Tests unterzogen, bevor die Top-Kandidaten den Teams zugeteilt wurden. Jedes Team wählte zehn Spieler aus, wobei zwei zusätzliche Kaderplätze für Gastspieler wie Fußballer oder Streamer reserviert waren, die als 11. Spieler und 12. Spieler bekannt sind. Der 11. Spieler bleibt die ganze Saison im Team und der 12. Spieler kann an jedem Spieltag wechseln.
Auch Ronaldinho und Chicharito waren Gast in der ersten Saison.

## Reichweite
Alle Spiele der Kings League sind auf den offiziellen Twitch-, YouTube- und TikTok-Kanälen der Liga sowie auf den individuellen Kanälen der Teamvorsitzenden als Live-Stream verfügbar und für die Zuschauer kostenlos.
Das Turnier erreichte in der ersten Runde ein durchschnittliches Publikum von 450.000 Zuschauern, mit einem Höchststand von 780.000 Zuschauern. In der zweiten Runde wuchs die durchschnittliche Zuschauerzahl auf 558.200 Zuschauer, mit einem Spitzenwert von 945.000 Zuschauern. In der dritten Runde versammelte ein Match mehr als 1,3 Millionen Menschen.
Am 13. März 2023 wurde bekannt gegeben, dass der öffentlich-rechtliche katalanische Sender Televisió de Catalunya das für den 26. März geplante Endspiel der Winter-Split-Playoffs live auf seinem Hauptkanal TV3 ausstrahlen wird.